# ألف سميث
ألف سميث (بالإنجليزية: Alf Smith)‏ (1 يناير 1880 المملكة المتحدة - 1 يناير 1941) هو لاعب كرة قدم بريطاني.